# Drachtster Zwem & Polo Club
Drachtster Zwem & Polo Club uit Drachten is de op twee na grootste zwemvereniging van het Noorden. De bij de KNZB aangesloten zwemverereniging is opgericht op 18 juli 1958.
Binnen DZ&PC kunnen verschillende disciplines uitgeoefend worden:  Wedstrijdzwemmen, waterpolo, masters zwemmen, synchroonzwemmen, reddingsbrigade, RES en onderwatersport. In 2014 telt DZ&PC ruim 750 leden verdeeld over alle afdelingen. De afdeling wedstrijdzwemmen komt al jaren uit in de hoogste landelijke klasses (Hoofdklasse / A-klasse) en heeft al enkele Nederlandse toppers voortgebracht zoals Marrit Steenbergen.

## Accommodatie
DZ&PC is gehuisvest in zwembad 'de Welle' waar het ook over een eigen clubhuis beschikt. 'De Welle' heeft naast het subtropische gedeelte en twee kleine lesbaden tevens een overdekt acht banen tellend 50 meterbad.